# Політика відкритих дверей НАТО
У контексті розширення НАТО стаття 10 Північноатлантичного договору стала джерелом заяви про «політику відкритих дверей НАТО» у квітні 1999 року.

## Історія
Коли 29 березня 2004 року НАТО було розширено Естонією, Латвією, Литвою, Болгарією, Румунією та Словаччиною, президент США Джордж Буш підготувався до подальшого розширення альянсу. Під час церемонії вітання, що відбулася того ж дня, він сказав:
|                                          | Двері в НАТО залишаться відкритими, доки вся Європа не об’єднається у свободі та мирі. |
| — Джордж Вокер Буш, 29 березня 2004 року |                                                                                        |

Комюніке Бухарестського саміту у квітні 2008 року знову підтвердило «зобов’язання союзників НАТО тримати двері НАТО відкритими для будь-якої європейської демократії, яка бажає і здатна взяти на себе відповідальність та зобов’язання щодо членства відповідно до статті 10 Вашингтонського договору». На цьому саміті Україну запросили приєднатися до Альянсу.
У «Заяві міністрів закордонних справ НАТО про політику відкритих дверей» від 2 грудня 2015 року Чорногорію запросили приєднатися до Альянсу, а підписанти закликали «Грузію продовжувати повною мірою використовувати всі можливості для наближення до Альянсу». Вони залишалися «відданими політиці відкритих дверей, що є основоположним принципом Вашингтонського договору» і закликали «партнерів продовжувати впроваджувати необхідні реформи та рішення для підготовки до членства», водночас вони «продовжуватимуть надавати політичну та практичну підтримку зусиллями партнерів.
Наприкінці листопада 2020 року стало відомо, що на саміті НАТО в 2021 році мало бути розглянуто повернення до «політики відкритих дверей НАТО», зокрема питання надання Грузії Плану дій щодо членства (ПДЧ).
9 лютого 2021 року прем'єр-міністр України Денис Шмигаль сподівався, що Україна зможе отримати план дій щодо членства в НАТО одночасно з Грузією. У відповідь під час візиту Шмигаля до Брюсселя генсек НАТО підтвердив, що Україна є кандидатом на членство в НАТО.
7 січня 2022 року, напередодні двосторонньої зустрічі з Росією, генеральний секретар НАТО Єнс Столтенберґ заявив, що «неспровоковане та невиправдане військове нарощування Росії в Україні та навколо неї» має серйозні наслідки для європейської безпеки та стабільності, і що російські сили лише зміцнюють петлю навколо України. Український чиновник тоді сказав, що «не повинно бути компромісу з Росією... Вони визнають лише силу. Їх спровокує слабкість... НАТО має показати, що двері відкриті, а обіцянки дотримані». Столтенберг сказав, що «нарощування російської армії не припиняється. Воно продовжується і [поступово] наростає з більшими силами, більшими можливостями», після чого він описав бронетанкові підрозділи, артилерію, боєздатні війська, засоби радіоелектронної боротьби та інші військові можливості. Столтенберг був ясним, що альянс не послухає вимогу Росії відкликати запрошення України та Грузії приєднатися до НАТО — або будь-якої країни йти шляхом, який вона обере.
28 січня 2022 року Школою права Нью-Йоркського університету була опублікована стаття, в якій автор розкрив, що в двох проектах договору між НАТО і Росією 2021 року «Москва поклала тягар запобігання розширеному конфлікту в Україні на Захід. в цілому, НАТО, зокрема, і США зокрема. Серед інших умов Москва наполягала на тому, щоб закрити двері НАТО для нових членів». .
Після російського вторгнення в Україну 24 лютого 2022 року 24 березня в Брюсселі пройшла зустріч 30 глав держав НАТО, результатом якої стала заява, яка частково звучала:
|  | На Росію було накладено масові санкції та великі політичні витрати, щоб покласти край цій війні. Ми як і раніше сповнені рішучості підтримувати скоординований міжнародний тиск на Росію... Ми залишаємось відданими основоположним принципам, що лежать в основі європейської та глобальної безпеки, включно з тим, що кожна нація має право вибирати власні заходи безпеки, вільні від зовнішнього втручання. Ми підтверджуємо нашу відданість політиці відкритих дверей НАТО згідно зі статтею 10 Вашингтонського договору... Ми продовжуватимемо вживати всіх необхідних заходів для захисту та захисту безпеки нашого населення Альянсу та кожного дюйма території Альянсу... Ми також встановлюємо чотири додаткові багатонаціональні бойові групи в Болгарії, Угорщині, Румунії та Словаччині... Вибір президента Путіна атакувати Україну є стратегічною помилкою, що має серйозні наслідки також для Росії та російського народу. |